# هاشم شفيق
هاشم شفيق (1950 - )، شاعر وروائي ومترجم وناقد أدبي عراقي. ولد في بغداد ودرس فيها. غادر العراق في 1978. عمل مذيعًا في إذاعة المقاومة الفلسطينية في بيروت. ثم عمل في الصحافة العربية لسنوات طويلة. يقيم في العاصمة البريطانية لندن بعد ترحال طويل في دول المنافي. له دواوين شعرية عديدة ومختارات وقصائد مترجمة.

## مؤلفاته

### من دواوينه الشعرية
- قصائد أليفة، 1978
- أقمار منزلية، 1981
- شموس مختلفة، 1981
- نوافذنا...نوافذهم، 1982
- أوراق لنشيد ضائع، 1986
- ورد الحناء، 1991
- صباح الخير... بريطانيا، 1994
- مشاهد صامتة، 1996
- إعادة نظر
- مئة قصيدة وقصيدة، 2003
- هدأة الهدهد
- التطريز بالكرز، 2012
- كتاب الأشياء، 2015
- شال شامي، 2015
- نقد الحب، دار أروقة للدراسات والترجمة والنشر، القاهرة، 2020

### الروايات
- بيت تحت السحاب، 1992
- أشهر من شهريار، دار ثقافة للنشر والتوزيع، بيروت، 2012
- البرج الاحمر، دار المدى للنشر والتوزيع، بيروت، 2016.[3]

### ترجماته
- ابتسامة ليوناردو دافينشي، تادؤوش روزيفيتش، دار أروقة للدراسات والترجمة والنشر، القاهرة، 2020
- قطرة الصمت صارت بحيرة، دانييل هوز، دار أروقة للدراسات والترجمة والنشر، القاهرة، 2020 [4]

### له أيضا
- مدن غير مرئية
- غزل عربي، 2001
- بغداد السبعينات: الشعر والمقاهي والحانات، 2014
- أنطولوجيا شعر الهايكو الياباني، ترجمة، 2018

## وصلات خارجية
- بعد مسيرة من التشرّد الشاعر هاشم شفيق: لندن منحتني الحرية ورفعت الحجاب عن ذهني (16 مارس 2019)